# Aedes albolineatus
Aedes albolineatus är en tvåvingeart som beskrevs av Theobald 1904. Aedes albolineatus ingår i släktet Aedes och familjen stickmyggor. Inga underarter finns listade i Catalogue of Life.